# Episodi di Living Single (quarta stagione)
La quarta stagione della serie televisiva Living Single è stata trasmessa in anteprima negli Stati Uniti d'America dalla Fox tra il 29 agosto 1996 e l'8 maggio 1997.
| nº | Titolo originale               | Titolo italiano | Prima TV USA      | Prima TV Italia |
| -- | ------------------------------ | --------------- | ----------------- | --------------- |
| 1  | The Engagement (Part 2)        |                 | 29 agosto 1996    |                 |
| 2  | Ride the Maverick              |                 | 29 agosto 1996    |                 |
| 3  | Not Quite Mr. Right            |                 | 5 settembre 1996  |                 |
| 4  | Not So Silent Partners         |                 | 12 settembre 1996 |                 |
| 5  | Moi the Jury                   |                 | 19 settembre 1996 |                 |
| 6  | Multiple Choice                |                 | 26 settembre 1996 |                 |
| 7  | I've Got You Under My Skin     |                 | 31 ottobre 1996   |                 |
| 8  | School's Out Forever           |                 | 7 novembre 1996   |                 |
| 9  | Do You Take This Man's Wallet? |                 | 14 novembre 1996  |                 |
| 10 | Virgin Territory               |                 | 21 novembre 1996  |                 |
| 11 | Riot on the Set                |                 | 5 dicembre 1996   |                 |
| 12 | Doctor in the House            |                 | 19 dicembre 1996  |                 |
| 13 | Mother Inferior                |                 | 9 gennaio 1997    |                 |
| 14 | The Clown That Roared          |                 | 23 gennaio 1997   |                 |
| 15 | Back in the Day                |                 | 30 gennaio 1997   |                 |
| 16 | Oh, Solo Mio                   |                 | 20 febbraio 1997  |                 |
| 17 | Playing House                  |                 | 6 marzo 1997      |                 |
| 18 | Swing Out Sisters              |                 | 20 marzo 1997     |                 |
| 19 | Moonlight Savings Time         |                 | 3 aprile 1997     |                 |
| 20 | Living Single Undercover       |                 | 10 aprile 1997    |                 |
| 21 | One Degree of Separation       |                 | 17 aprile 1997    |                 |
| 22 | Too Good to Screw              |                 | 24 aprile 1997    |                 |
| 23 | Papa Was a Rolling Stone       |                 | 8 maggio 1997     |                 |
| 24 | Never Can Say Goodbye          |                 | 8 maggio 1997     |                 |